# Collines de Fer
 (novembre 2023).
Si vous disposez d'ouvrages ou d'articles de référence ou si vous connaissez des sites web de qualité traitant du thème abordé ici, merci de compléter l'article en donnant les références utiles à sa vérifiabilité et en les liant à la section « Notes et références ».
Les Collines de Fer (Iron Hills en anglais, Ered Engrin en sindarin) sont une chaîne montagneuse de fiction créée par l'écrivain britannique J. R. R. Tolkien pour son univers de la Terre du Milieu.

## Géographie
Ces montagnes se situent à l'Est du Rhovanion et au Nord de la mer de Rhûn. Elles sont ainsi nommées pour leur abondance en minerais de fer. La rivière Carnen prend sa source dans ces montagnes.

## Histoire
Nous savons que dès le Premier Âge les Nains de la famille des Longues-Barbes exploitaient cette zone, grâce à deux informations : la première fut que Durin avait à cette époque le contrôle de toutes les montagnes à l'Est des Monts Brumeux et la deuxième dans le fait que la Route des Nains partait du Mont Dolmed pour rejoindre les Collines de Fer.
Comme presque tous les domaines nains, il fut abandonné pendant le Second Âge à cause de l'invasion massive de Sauron sur la Terre du Milieu. Toutefois, après l'abandon des Montagnes Grises par les nains à cause des dragons, Grór fils benjamin de Dáin Ier décida de ne pas suivre son frère Thrór vers Erebor, mais partit avec quelques nains refonder l'établissement dans les Collines de Fer. Pendant toutes les guerres naines du Troisième Âge (guerre des Nains et des Orques, bataille des Cinq Armées) les armées venant des Collines de Fer furent toujours les plus importantes.
Lors du pillage de la Montagne Solitaire par Smaug, beaucoup de nains survivants partirent pour les Collines de Fer alors dirigées par Dáin. À la mort de Thorin II Écu-de-Chêne, Dáin II Pied-d'Acier prit sa suite et devint roi sous la Montagne et roi du peuple de Durin ; on ne sait pas si après le départ de Dáin, dernier descendant de Gror, les nains des Collines de Fer n'abandonnèrent pas leur terre pour rejoindre leur peuple à Erebor.
Il est mentionné dans Le Seigneur des Anneaux que les guerres entre les Nains et les Orques aux Collines de Fer durent depuis trop longtemps et qu'ainsi les Nains sont trop occupés à leurs problèmes pour venir soutenir les armées des Hommes et des Elfes durant la Guerre de l'Anneau.